# Milojko Spajić
Milojko "Mickey" Spajić (Pljevlja, 27 de setembro de 1987) é um político e engenheiro financeiro montenegrino que é primeiro-ministro de Montenegro desde 31 de outubro de 2023. Também atuou como Ministro das Finanças e Bem-Estar Social no Governo de Montenegro e no gabinete de Zdravko Krivokapić de 2020 a 2022.
Spajić é o presidente do partido centrista Europa Agora!. Ele é atualmente o segundo chefe de governo mais jovem do mundo, atrás apenas do oficial militar Ibrahim Traoré.